# Erna Wassiljewna Pomeranzewa
Erna Wassiljewna Pomeranzewa, geboren Erna Hofman, (russisch Эрна Васильевна Померанцева, Geburtsname russisch Эрна Гофман; * 7. Apriljul. / 19. April 1899greg. in Moskau; † 11. August 1980) war eine russisch-sowjetische Folkloristin, Ethnographin und Hochschullehrerin.

## Leben
Pomeranzewa studierte an der Universität Moskau (MGU) zunächst in der Historisch-Philologischen Fakultät und dann in der Fakultät für Gesellschaftswissenschaften mit Abschluss 1922. Ihr Lehrer war Pjotr Grigorjewitsch Bogatyrjow.
Pomeranzewa sammelte nun Märchen und Volkskunst. Sie leitete entsprechende Expeditionsaktivitäten, analysierte die klassische und zeitgenössische Folklore und hielt eine Folkloristik-Vorlesung an Moskauer Hochschulen. Sie war eine prominente Vertreterin der Folkloreschule der Brüder Juri und Boris Matwejewitsch Sokolow. Von 1935 bis 1960 lehrte sie an der MGU. Im Studienjahr 1957/1958 leitete sie als Dozentin den Lehrstuhl für Folklore der Philologischen Fakultät der MGU. Nina Iwanowna Sawuschkina war eine Schülerin Pomeranzewas.
Ab 1960 arbeitete Pomeranzewa im Moskauer Miklucho-Maklai-Institut für Ethnographie der Akademie der Wissenschaften der UdSSR. 1964 verteidigte sie mit Erfolg  ihre Doktor-Dissertation über das Schicksal der russischen Märchen im 18.–20. Jahrhundert für die Promotion zur Doktorin der historischen Wissenschaften.